# Commodore CBM 500
Commodore CBM 500 (CBM 500 Series) је био професионални рачунар фирме Комодор (Commodore) који је почео да се производи у САД од 1983. године.
Користио је MOS 6509 (Zilog Z80 и Intel 8088 опциони) као микропроцесор. RAM меморија рачунара је имала капацитет од 128 KB (до 896 KB, зависно од модела). 
Као оперативни систем кориштен је ROM базирани код (CP/M или MS DOS опциони).

## Детаљни подаци
Детаљнији подаци о рачунару CBM 500 су дати у табели испод.
|                       |                                                                         |
| [ 1 ]                 |                                                                         |
| Произвођач            | Комодор                                                                 |
| Тип                   | професионални рачунар                                                   |
| Меморија              | 128 (до 896 KB, зависно од модела)                                      |
| Поријекло             | Сједињене Америчке Државе                                               |
| Година                | 1983                                                                    |
| Тастатура             | пуни помак, 94 тастера са нумеричком тастатуром и функцијским тастерима |
| Процесор              |                                                                         |
| Фреквенција процесора | 1 (500), 2 (600)                                                        |
| RAM                   | 128 (до 896 KB, зависно од модела)                                      |
| ROM                   | 28                                                                      |
| Текст                 | 40 x 25 (500), 80 x 25 (600-700)                                        |
| Графика               | 300 x 200 (500), 512 x 512 (600-700)                                    |
| Боја                  | 16 (500), једна боја (600-700)                                          |
| Звук                  | 3 гласа, 9 октава (700)                                                 |
| Димензије             | 46 (ширина) x 59,5 (дубина) x 46 (висина)                               |
| Портови               |                                                                         |
| Оперативни систем     |                                                                         |